# Nowa Wieś (czasopismo)

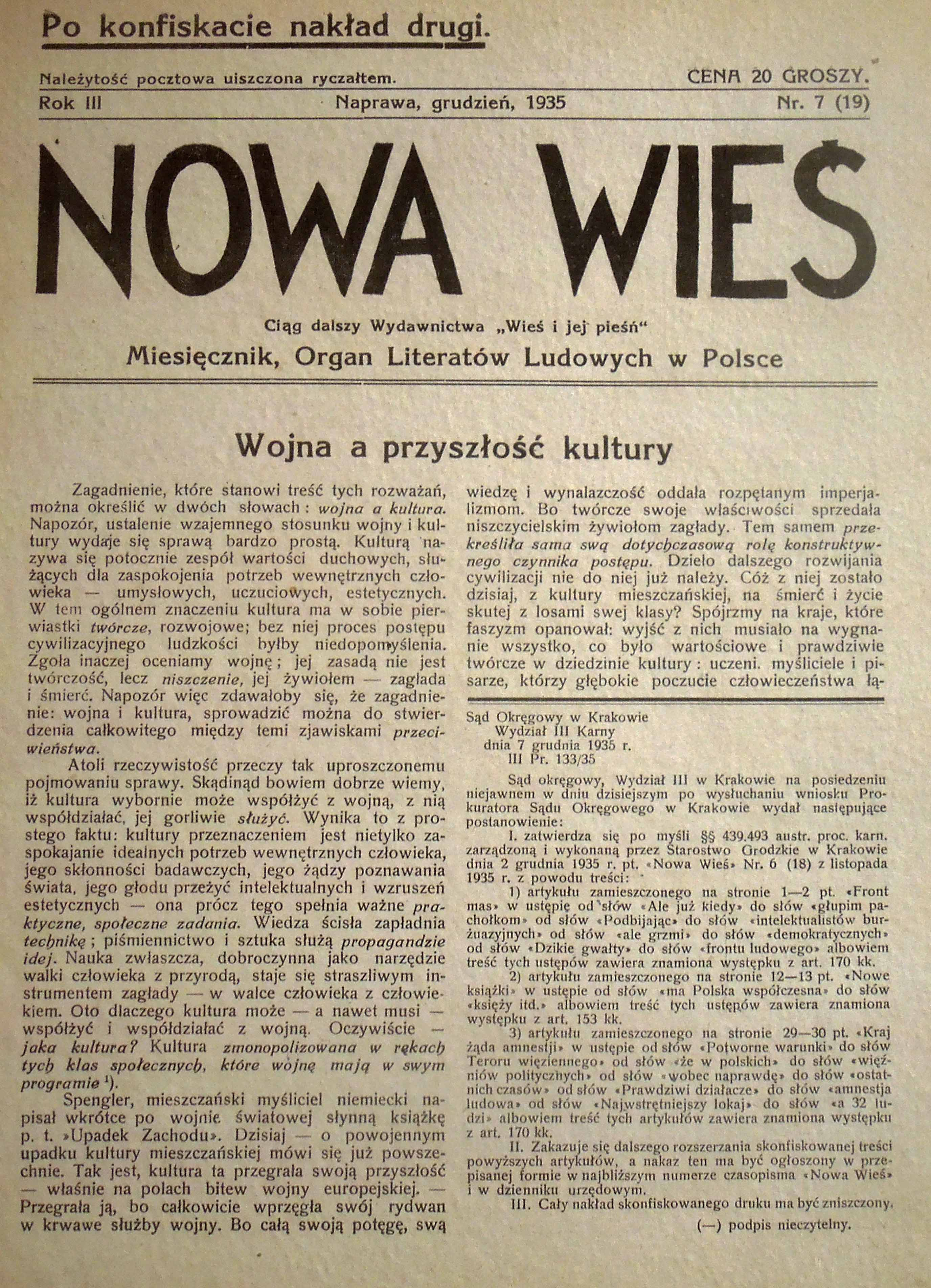
„Nowa Wieś” — numer z grudnia 1935 roku

Nowa Wieś – polskie czasopismo społeczne o tematyce wiejskiej ukazujące się w latach 1935–1936 w Naprawie oraz w latach 1948–2000 w Warszawie.
Redaktorem naczelnym przed wojną był Antoni Olcha. Pismo wychodziło wtedy jako miesięcznik, następnie dwutygodnik. Redakcję tworzyli: Olcha, Czuchnowski i Łabuz. Pismo zamieszczało artykuły na tematy społeczne, polityczne, o sytuacji chłopów, polemiki z publicystami „Wici” oraz omówienia dzieł literackich np. H. Barbusse'a, R. Rollanda, pisarzy ukraińskich, białoruskich i litewskich. Pismo zostało zamknięte nakazem policyjnym.
Tytuł wznowiono w 1948 jako tygodnik Związku Młodzieży Polskiej. Od 1994 miesięcznik. 
W latach 1956–68 pismo zmieniło formułę na ilustrowany, kolorowy magazyn dla młodzieży wiejskiej i z małych miasteczek. 
W latach powojennych redaktorem naczelnym była Irena Rybczyńska-Holland. Wśród redaktorów można wymienić takie postaci, jak  Zbigniew Adrjański, Jan Bijak, Józef Grabowicz, Feliks Starzec, Irena Waniewicz i Kazimierz Długosz, ostatni redaktor naczelny „Nowej Wsi”. 
Do „Nowej Wsi” pisali m.in. Jerzy Bazarewski, Maria Bartnik-Bijak, Jerzy Berkowicz, Jan Bester, Eugeniusz Boczek, Tadeusz Chudy, Halina Dąbrowska, Kazimierz Dziewanowski, Stefan Jakobs, Ryszard Korn, Janina Lewandowska, Józef Morton, Wiesław Nowakowski, Leon Susid, Barbara Tryfan, Jerzy Urban, Henryk Syska, Jacek Wilczur, Krzysztof Bochus, Piotr Pytlakowski, Kazimierz Pytko, Jerzy Morawski, Lech Spaliński i inni. Czasopismo inicjowało wydanie cyklu Biblioteka Książki, Biblioteka Poetów, Kluby Taneczno-Rozrywkowe, Kluby Miłośników Piosenki.  
Wychodził także „Jarmark Sensacji” – dodatek folklorystyczno-literacki do Nowej Wsi redagowany przez Zbigniewa Adrjańskiego. Zawierał ludowe gadki, ballady dziadowskie, opowieści i pieśni przekazywane głównie drogą ustną od domu do domu. Ukazało się 150 odcinków „Jarmarku”.